# Inazuma Eleven
Inazuma Eleven (japanisch イナズマイレブン, Inazuma Irebun) ist ein japanisches Computerspiel des Entwicklers Level-5. Im Rollenspiel geht es um eine Fußballmannschaft, die von einem jungen Torwart angeführt wird. Die Spiele wurden als Manga und Anime adaptiert, die in das Sport-Genre einzuordnen sind.

## Inhalt
Der talentierte Torwart Mark Evans (円堂 守, Mamoru Endō), Enkel eines der besten Torhüter Japans, ist Mitglied im Fußballverein seiner Schule. In diesem sind außer ihm aber nur wenig motivierte Spieler. Ein neu in die Stadt gezogener Spieler, Axel Blaze (豪炎寺 修也, Shūya Gōenji), motiviert ihn dazu, die Mannschaft neu aufzubauen und es mit den anderen Teams aufzunehmen.

## Spielmechanik
Der Spieler kann zum einen in der Rolle Mark Evans neue Spieler und Gegner sowie nützliche Items ausfindig machen und dabei die Mannschaft zusammenstellen und ausrüsten. Dabei stehen etwa 1000 spielbare Charaktere zur Auswahl. Zum anderen kann der Spieler die Fußballspiele gegen andere Mannschaften austragen und dabei seine Spieler anordnen und steuern. Dabei können auch besondere Fähigkeiten der Spieler genutzt werden.

## Veröffentlichung
Das von Level-5 für Nintendo DS entwickelte Spiel wurde am 22. August 2008 von derselben Firma in Japan veröffentlicht. Nintendo brachte das Spiel am 29. Januar 2011 in Europa heraus, am 26. August desselben Jahres auch im Vereinigten Königreich.

## Fortsetzungen
Für das Spiel erschienen die beiden Fortsetzungen Inazuma Eleven 2: Feuersturm (イナズマイレブン2 脅威の侵略者 ファイア, Inazuma Erebun 2: Kyōi no Shinryakusha Faia; 2009) und Inazuma Eleven 2: Eissturm (~ ブリザード, ~ Burizādo; 2009), sowie Inazuma Eleven 3: Sekai e no Chōsen!! (イナズマイレブン3 世界への挑戦!!; 2010) (nur in Japan) für die gleiche Plattform. Für die Wii erschienen Inazuma Eleven Strikers (イナズマイレブン ストライカーズ; Inazuma Erebun Sutoraikāzu; 2011) und Inazuma Eleven Strikers 2012 XTreme (nur in Japan) (イナズマイレブン ストライカーズ 2012エクストリーム, Inazuma Erebun Sutoraikāzu 2012 Ekusutorīmu; 2012). Für den Nintendo 3DS erschien 2011 Inazuma Eleven GO (イナズマイレブンGO). Zudem ist die Veröffentlichung einer Collection der ersten drei Nintendo-DS-Spiele auf einer 3DS-Karte geplant.

## Adaptionen

### Manga
Eine Manga-Adaption des Spiels erschien von Mai 2008 bis Oktober 2010 im Magazin Coro Coro Comics des Verlags Shogakukan. Sie wurde von Tenya Yabuno umgesetzt. Die Kapitel erschienen auch in zehn Sammelbänden.

### Anime
Das Studio OLM produzierte eine Adaption des Spiels als Animeserie. Unter der Regie von Katsuhito Akiyama und nach einem Drehbuch von Atsuhiro Tomioka entstanden zunächst 127 Folgen. Das Charakterdesign entwarfen Yuji Ikeda und Yuko Inoue; für die künstlerische Leitung war Chikara Nishikura verantwortlich. Die Ausstrahlung erfolgte vom 5. Oktober 2008 bis zum 27. April 2011 bei TV Tokyo. Ab dem 4. Mai 2011 folgte die zweite Serie Inazuma Eleven GO mit weiteren 47 Folgen. Ab dem 18. April 2012 strahlte TV Tokyo die Fortsetzung Inazuma Eleven GO: Chrono Stone, die 51 Folgen umfasst, aus. Die letzte Staffel Inazuma Eleven GO: Galaxy, welche aus 43 Folgen besteht, sendete TV Tokyo vom 8. Mai 2013 bis zum 19. März 2014.
Zur Serie kamen in Japan drei Filme ins Kino: 2010 Inazuma Eleven: Saikyō Gundan Ōga Shūrai (イナズマイレブン 最強軍団オーガ襲来), 2011 Inazuma Eleven GO: Kyūkyoku no Kizuna Griffon (イナズマイレブンGO 究極の絆 グリフォン) und 2012 Inazuma Eleven GO VS Danball Senki W (イナズマイレブンGO VSダンボール戦機W), ein Crossover mit der Serie Danball Senki.
Die erste Staffel wurde in englischer Sprache in Australien, Südostasien, Osteuropa und Großbritannien ausgestrahlt. Des Weiteren gab es lokalisierte Ausstrahlungen in Lateinamerika, Italien, Frankreich, Spanien, Portugal, Polen, den Philippinen, den Niederlanden und im arabischen Raum. Darüber hinaus existieren Übersetzungen ins Chinesische und Koreanische. Vom 10. Juni bis zum 2. Dezember 2012 sendete RTL II die ersten 26 Folgen der Serie in deutscher Erstausstrahlung. Für die westlichen Versionen wurden sowohl im Anime als auch in den Spielen die japanischen Namen der Charaktere gegen englische Namen ausgetauscht. Der Schauplatz ist aber weiterhin Japan.

#### Synchronisation
Die Serie wurde bei der Münchner Studio FFF Grupe synchronisiert. Das Dialogbuch wurde von Roman Wolko geschrieben.
| Rolle                   | Rolle                | Japanischer Sprecher (Seiyū) | Deutscher Sprecher                                          |
| Japanisch               | Deutsch              | Japanischer Sprecher (Seiyū) | Deutscher Sprecher                                          |
| ----------------------- | -------------------- | ---------------------------- | ----------------------------------------------------------- |
| Mamoru Endō             | Mark Evans           | Junko Takeuchi               | Maximilian Belle                                            |
| Shūya Gōenji            | Axel Blaze           | Hirofumi Nojima              | Paul Sedlmeir                                               |
| Yūto Kidō               | Jude Sharp           | Hiroyuki Yoshino             | Max Felder                                                  |
| Ichirōta Kazemaru       | Nathan Swift         | Yuka Nishigaki               | Roman Wolko                                                 |
| Ryūgo Someoka           | Kevin Dragonfly      | Yasuyuki Kase                | Dirk Meyer                                                  |
| Asuka Domon             | Bobby Shearer        | Jun Konno                    | Daniel Schlauch                                             |
| Jin Kageno              | Jim Wraith           | Yūichi Nakamura              | Max Felder                                                  |
| Ayumu „Shōrin“ Shōrinji | Tim „Timmy“ Sanders  | Masako Jō                    | Caroline Combrinck                                          |
| Shin’ichi Handa         | Steve Grim           | Hiro Shimono                 | Tobias John von Freyend                                     |
| Kūsuke „Max“ Matsuno    | Maxwell „Max“ Carson | Yūki Kodaira                 | Angela Wiederhut                                            |
| Teppei Kurimatsu        | Tod Ironside         | Miho Hino                    | Patrick Roche                                               |
| Kakeru Megane           | Willy Glass          | Nanae Katō                   | Max Felder                                                  |
| Aki Kino                | Silvia Woods         | Fumiko Orikasa               | Gabrielle Pietermann                                        |
| Haruna Otonashi         | Celia Hills          | Hinako Sasaki                | Farina Brock                                                |
| Natsumi Raimon          | Nelly Raimon         | Sanae Kobayashi              | Caroline Combrinck                                          |
| Seigō Hibiki            | Seymour Hillman      | Kinryū Arimoto               | Crock Krumbiegel (bis Folge 6) Reinhard Brock (ab Folge 11) |
| Reiji Kageyama          | Ray Dark             | Seiji Sasaki                 | Crock Krumbiegel                                            |

#### Musik
Die Musik der Serie wurde von Yasunori Mitsuda komponiert.
Im deutschen Anime wurde der Vorspann "Rauf auf den Rasen", eingesungen von Johannes Falk, aus dem Videospiel wiederverwendet. Der Titelsong stellt die deutsche Adaption des Titelsongs "Tachiagari yo" dar.
| Für den Vorspann verwendete man die Lieder: - Inazuma Eleven: - Tachiagari yo (立ち上がリーヨ; Folgen 1–26) von T-Pistonz - Maji de Kansha! (マジで感謝!; Folgen 27–54) von T-Pistonz+KMC - Tsunagari yo (つながリーヨ; Folgen 55–67) von T-Pistonz+KMC - Katte Nakou ze! (勝って泣こうゼッ!; Folgen 68–87) von T-Pistonz+KMC - Good Kita! (GOODキター!; Folgen 88–107) von T-Pistonz+KMC - Bokura no Goal! (僕らのゴォール!; Folgen 108–127) von T-Pistonz+KMC | Die Abspanne wurden unterlegt mit den Titeln: - Inazuma Eleven: - Seishun Oden (青春おでん; Folgen 1–26) von Twe'lv - Seishun Bus Guide (青春バスガイド; Folgen 27–50) von Berryz Kobo - Ryūsei Boy (流星ボーイ; Folgen 51–67) von Berryz Kobo - Otakebi Boy WAO! (雄叫びボーイ WAO!; Folgen 68–87) von Berryz Kobo - Maji Bomber!! (本気ボンバー!!; Folgen 88–101) von Berryz Kobo - Shining Power (シャイニング パワー; Folgen 102–112) von Berryz Kobo - Mata ne… no Kisetsu (またね…のキセツ; Folgen 113–127) von Inazuma All-Stars |
| - Inazuma Eleven Go: - Ten made Todoke! (天までとどけっ!; 1–18) von T-Pistonz+KMC - Naseba Narunosa: Nanairo Tamago (成せば成るのさ 七色卵; 19–33) von T-Pistonz+KMC - Ohayō! Shining Day (おはよう!シャイニング・デイ; 34–45) von T-Pistonz+KMC - Uchi Kudāku! (打ち砕ーくっ!; 46–47) von KMC | - Inazuma Eleven Go: - Yappa Seishun (やっぱ青春; Folgen 1–18) von Aoi Sorano (Sayaka Kitahara) - Kanari Junjō (かなり純情; Folgen 19–33) von Aoi Sorano (Sayaka Kitahara) - Hajike-yo!! (HAJIKE-YO!!; Folgen 34–45) von Aoi Sorano (Sayaka Kitahara) - Ohayō! Shining Day (おはよう!シャイニング・デイ; Folgen 46–47) von T-Pistonz+KMC |
| - Inazuma Eleven Go: Chrono Stone: - Shōnetsu de Mune Atsu! (情熱で胸アツ!; 1–17, jede ungerade) von T-Pistonz+KMC - Kandō Kyōyū! (感動共有!; 2–18, jede gerade) von T-Pistonz+KMC - Shoshin o Keep On! (初心をKEEP ON!; 19–35) von T-Pistonz+KMC - Raimei! Blue Train (ライメイ!ブルートレイン; 36–51) von T-Pistonz+KMC | - Inazuma Eleven Go: Chrono Stone: - Natsu ga Yattekuru (夏がやってくる; Folgen 1–18) von Aoi Sorano (Sayaka Kitahara) - Te o Tsunagō (手をつなごう; Folgen 19–35) von - Bokutachi no Shiro (僕たちの城; Folgen 36–39, 41, 43–46, 48–50) von - Seishun Oden (青春おでん; Folgen 40, 42, 47, 51) von Aoi Sorano (Sayaka Kitahara), Midori Seto (Mina), Akane Yamane (Yurin), Kinako Nanobana (Aoi Yūki) |
| - Inazuma Eleven Go: Galaxy: - Gachi de Katou ze! (ガチで勝とうゼッ!; 1–17) von T-Pistonz+KMC - Chikyū o Mawase! (地球を回せっ!; 18–) von T-Pistonz+KMC | - Inazuma Eleven Go: Galaxy: - Katte ni Cinderella (勝手にシンデレラ; Folgen 1–17) von Colors (Aoi Sorano (Sayaka Kitahara) & Konoha Morimura (Aoi Yūki)) - Fashion Uchū Senshi (ファッション☆宇宙戦士; Folgen 18–) von Colors (Aoi Sorano (Sayaka Kitahara) & Minori Mizukawa (Ayahi Takagaki)) |

## Auszeichnungen
Der Manga gewann beim 34. Kōdansha-Manga-Preis die Auszeichnung in der Kategorie „Kinder“.